# Aningeria altissima
L’Aniegré (Aningeria altissima (A.Chev.) Aubrév. & Pellegr.) è un albero appartenente alla famiglia delle Sapotacee originario dell’Africa centro-occidentale.

## Descrizione
Può raggiungere i 50 metri di altezza ed è caratterizzata dal fusto lungo, dritto e cilindrico coperto da corteccia tendente al grigio chiaro.

## Distribuzione e habitat
La specie è presente in Angola, Burundi, Camerun, Congo, Costa d'Avorio, Etiopia, Gabon, Ghana, Guinea, Guinea-Bissau, Kenya, Liberia, Malawi, Niger, Nigeria, Repubblica Centrafricana, Ruanda, Sierra Leone, Sudan, Tanzania, Uganda, Zambia e Zimbabwe.

## Legno
Il legno di Aningeria altissima è facilmente lavorabile, poco poroso, dalla densità molto uniforme, con pochissimi nodi. Si presenta di colore chiaro che va dal rosato al giallastro (se ossidato), con venature appena accennate, pallide, che lasciano intravedere un leggero chiaroscuro.
Per queste sue caratteristiche e per la sua economicità il legno di Aningeria altissima è ampiamente impiegato nell'industria del pannello a base legno. Generalmente, sotto forma di tranciato di spessore inferiore al millimetro, viene giuntato ed incollato su pannelli multistrati, compensati, listellari, truciolati, MDF. Questo processo detto impiallacciatura o nobilitatura serve ad ottenere pannelli stabili, evitando le tensioni e le torsioni tipiche del massello, donando però ad essi un aspetto estetico più nobile (da qui appunto nobilitatura).

### Nome commerciale
Nell'industria del legno Aningeria altissima viene comunemente chiamato "Noce Tanganica". Si tratta però semplicemente di un nome di fantasia, utile ad agevolarne la vendita, in quanto non ha nulla a che vedere con il più pregiato noce (Juglans) con il quale condivide solamente il nome commerciale.
Il pannello di risulta, cosiddetto "Noce Tanganica" assume dunque un ruolo importantissimo nella falegnameria artigiana europea. Viene infatti largamente impiegato nella produzione di mobilio e porte interne verniciato in "tinta noce" (da qui il nome commerciale data la somiglianza con il più pregiato Noce Nazionale una volta verniciato) o laccato (per la sua scarsa porosità). In alcune aree è impiegato in misura maggiore persino del Rovere di Slavonia (nome commerciale della Farnia, il classico Rovere).